# Jan Fortelný
Jan Fortelný (* 19. ledna 1999 Praha) je český profesionální fotbalista, který hraje na pozici ofensivního záložníka za český klub FK Jablonec. Je také bývalým českým mládežnickým reprezentantem.

## Klubová kariéra
Fortelný začínal s fotbalem v pražském Motorletu, odkud se dostal do Sparty.
Mládežnický reprezentant odešel v létě 2018 na roční hostování do druholigové Vlašimi, kde si připsal celkem 23 soutěžních utkání a vstřelil 3 góly.
Sezonu 2019/20 strávil Fortelný na hostování v jiném druholigovém klubu, v Jihlavě, nastoupil do 29 utkání a zaznamenal bilanci 1 gólu a 3 branky.
V srpnu 2020 podepsal se Spartou novou smlouvu do roku 2023. V A-týmu Sparty debutoval 20. září 2020 v utkání 4. kola proti Fastavu Zlín, nastoupil v závěru nastavení místo kapitána Bořka Dočkala.
V říjnu 2020 byl pak poslán na hostování do Teplic. Do Teplic odešel na hostování znovu poslán i v únoru 2021, i v srpnu 2021. Dohromady v dresu Teplic odehrál Fortelný během dvou sezon 46 soutěžních utkání, v nichž vstřelil 7 branek a přidal 10 asistencí.
V létě 2022 se vrátil do pražského klubu. Pod novým trenérem Brianem Priskem začal nastupovat v základní sestavě, odehrál také obě dvě utkání druhého předkola proti norskému Vikingu. 19. října obdržel Fortelný v 87. minutě utkání třetího předkola českého poháru proti Domažlicím červenou kartu. Jednalo se o jeho poslední zápas v dresu pražské Sparty. Dohromady v pražském klubu nastoupil do 10 utkání.
V lednu 2023 odešel Fortelný na osmnáctiměsíční hostování do Sigmy Olomouc. 4. února debutoval při bezbrankové remíze se Slováckem. V průběhu jarní části sezony 2022/23 nastoupil do 9 utkání. V následující sezoně se stal stabilním členem základní sestavy, odehrál 22 utkání a vstřelil 2 branky.
V létě 2024 přestoupil Fortelný ze Sparty do Jablonce. Svůj debut si odbyl 20. července při výhře 2:0.

## Reprezentační kariéra
Fortelný odehrál mezi lety 2014 a 2019 odehrál také 34 utkání v dresu českých mládežnických reprezentací, v nichž vstřelil 6 branek.